# Remo nos Jogos Pan-Americanos de 2011 - Quatro sem masculino
A competição do quatro sem masculino foi um dos eventos do remo nos Jogos Pan-Americanos de 2011. Foi disputada na Pista de Remo e Canoagem, em Ciudad Guzmán, nos dias 15 e 17 de outubro.

## Calendário
Horário local (UTC-6).
| Data          | Horário | Fase          |
| ------------- | ------- | ------------- |
| 15 de outubro | 09:50   | Eliminatórias |
| 15 de outubro | 16:10   | Repescagem    |
| 17 de outubro | 10:02   | Final B       |
| 17 de outubro | 10:09   | Final A       |

## Medalhistas
|  | ARG Argentina                                                      |  | CAN Canadá                                                  |  | CUB Cuba                                                   |
|  | Sebastián Fernández Joaquín Iwan Rodrigo Murillo Agustín Silvestro |  | David Wakulich Kai Langerfeld Blake Parsons Spencer Crowley |  | Yenser Basilio Dionnis Carrión Jorber Ávila Solaris Freire |

## Resultados

### Eliminatórias
Bateria 1
| Pos. | Remadores                                                              | País               | Tempo   | Obs. |
| ---- | ---------------------------------------------------------------------- | ------------------ | ------- | ---- |
| 1    | Sebastián Fernández, Joaquín Iwan, Rodrigo Murillo e Agustín Silvestro | ARG Argentina      | 6:07.13 | FA   |
| 2    | Jason Read, Stephen Kasprzyk, Matthew Wheeler e Joseph Spencer         | USA Estados Unidos | 6:07.43 | R    |
| 3    | Célio Amorim, Leandro Atoji, Ailson da Silva e Anderson Nocetti        | BRA Brasil         | 6:53.42 | R    |
| 4    | Jhon Guala, Bryan Sola, Julio Arévalo e Carlos Gómez                   | ECU Equador        | 6:54.75 | R    |

Bateria 2
| Pos. | Remadores                                                        | País          | Tempo   | Obs. |
| ---- | ---------------------------------------------------------------- | ------------- | ------- | ---- |
| 1    | David Wakulich, Kai Langerfield, Blake Parsons e Spencer Crowley | CAN Canadá    | 6:08.10 | FA   |
| 2    | Jamie Cuevas, Omar Tejada, Leopoldo Tejada e Juan Cabrera        | MEX México    | 6:09.90 | R    |
| 3    | Yenser Basilio, Dionnis Carrión, Jorber Ávila e Solaris Freire   | CUB Cuba      | 6:41.15 | R    |
| 4    | Vicente Vanega, Felipe Jarquín, Eddy Vanega e Héctor Potoy       | NCA Nicarágua | 6:49.04 | R    |

### Repescagem
| Pos. | Remadores                                                       | País               | Tempo   | Obs. |
| ---- | --------------------------------------------------------------- | ------------------ | ------- | ---- |
| 1    | Jamie Cuevas, Omar Tejada, Leopoldo Tejada e Juan Cabrera       | MEX México         | 6:19.69 | FA   |
| 2    | Jason Read, Stephen Kasprzyk, Matthew Wheeler e Joseph Spencer  | USA Estados Unidos | 6:20.27 | FA   |
| 3    | Yenser Basilio, Dionnis Carrión, Jorber Ávila e Solaris Freire  | CUB Cuba           | 6:35.13 | FA   |
| 4    | Célio Amorim, Leandro Atoji, Ailson da Silva e Anderson Nocetti | BRA Brasil         | 6:37.50 | FA   |
| 5    | Vicente Vanega, Felipe Jarquín, Eddy Vanega e Héctor Potoy      | NCA Nicarágua      | 6:41.26 | FB   |
| 6    | Jhon Guala, Bryan Sola, Julio Arévalo e Carlos Gómez            | ECU Equador        | 6:56.27 | FB   |

### Final B
| Pos. | Remadores                                                  | País          | Tempo   | Obs. |
| ---- | ---------------------------------------------------------- | ------------- | ------- | ---- |
| 7    | Vicente Vanega, Felipe Jarquín, Eddy Vanega e Héctor Potoy | NCA Nicarágua | 6:34.64 |      |
| 8    | Jhon Guala, Bryan Sola, Julio Arévalo e Carlos Gómez       | ECU Equador   | 6:40.30 |      |

### Final A
| Pos.              | Remadores                                                              | País               | Tempo   | Obs. |
| ----------------- | ---------------------------------------------------------------------- | ------------------ | ------- | ---- |
| Medalha de ouro   | Sebastián Fernández, Joaquín Iwan, Rodrigo Murillo e Agustín Silvestro | ARG Argentina      | 6:04.41 |      |
| Medalha de prata  | David Wakulich, Kai Langerfield, Blake Parsons e Spencer Crowley       | CAN Canadá         | 6:05.65 |      |
| Medalha de bronze | Yenser Basilio, Dionnis Carrión, Jorber Ávila e Solaris Freire         | CUB Cuba           | 6:06.51 |      |
| 4                 | Jamie Cuevas, Omar Tejada, Leopoldo Tejada e Juan Cabrera              | MEX México         | 6:06.59 |      |
| 5                 | Jason Read, Stephen Kasprzyk, Matthew Wheeler e Joseph Spencer         | USA Estados Unidos | 6:07.85 |      |
| 6                 | Célio Amorim, Leandro Atoji, Ailson da Silva e Anderson Nocetti        | BRA Brasil         | 6:11.72 |      |

### Remo
| S | Classificado(a) para as semifinais |    |                        | FA | Final A (disputa de medalhas) |  |  | FD | Final D (sem medalhas) |
| Q | Classificado(a) para as quartas    | FB | Final B (sem medalhas) | FE | Final E (sem medalhas)        |  |  |    |                        |
| R | Classificado(a) para a repescagem  | FC | Final C (sem medalhas) | FF | Final F (sem medalhas)        |  |  |    |                        |